# Locale di Cirò
(Nicola Gratteri alla conclusione dell'operazione Stige il 9 gennaio 2018)
Il Locale di Cirò è un'organizzazione criminale appartenente alla 'ndrangheta, comandata dalle 'ndrine dei Farao-Marincola, che prende il nome dai paesi del crotonese di Cirò e Cirò Marina ed estende il suo dominio dall'area di Crotone fino al versante ionico cosentino.

## Descrizione
I contatti storici con le cosche reggine fanno sì che il Locale di Cirò ha ramificazioni in Lombardia, Umbria, Toscana ed Emilia-Romagna. Tuttavia la vera forza dei "Cirotani" è l'unità che sono riusciti a mantenere negli anni, infatti si riscontrano pochissimi tentativi di opposizione nei confronti della cosca egemone Farao-Marincola. Si tratta di una cosca che opera da diversi anni tuttavia è stata riconosciuta associazione mafiosa a delinquere solo nel 2003. Le operazioni Galassia ed Eclissi risalenti alla metà degli anni '90 e avviate contro alcune cosche del reggino e cosche del crotonese, in particolare del Locale di Cirò, e dalle successive operazioni Dust, Bellerofonte e Stige svolte rispettivamente negli anni 2004, 2007 e 2018 ne confermano tale sentenza emessa nel 2003.

## Storia

### Anni '80

#### Contrabbando di sigarette
Secondo le indagini dei Carabinieri svolte negli ottanta e novanta del secolo scorso, fu il boss cirotano Nicodemo (detto "Nick") Aloe a sviluppare enormemente le attività criminali della locale di Cirò, sino allora dedita soprattutto al contrabbando di sigarette con esponenti della criminalità palermitana. Dagli anni ottanta gli interessi della cosca iniziarono infatti a riguardare gli appalti, la gestione di bische clandestine in Toscana, Lombardia e Germania, il traffico di stupefacenti e armi (negli anni della guerra civile Jugoslava), anche via mare nelle coste del crotonese. Nel corso di inchieste riguardanti la camorra di Raffaele Cutolo, emerse che Aloe veniva considerato un pezzo da novanta della 'ndrangheta calabrese.

#### L'assassinio di Aloe e l'ascesa dei Farao-Marincola
Nick Aloe fu assassinato nel gennaio del 1987 e per il suo omicidio furono processati esponenti della cosca.
Dopo la morte del boss Aloe, il potere venne assunto dai fratelli Giuseppe e Silvio Farao e da Cataldo Marincola che, nel corso di un dominio trentennale, hanno espanso ulteriormente il volume di affari, il potere e la capacità della cosca di infiltrare profondamente ambiti delle istituzioni locali e dell'economia locale, come parrebbe emergere dalla recente operazione Stige, in seguito approfondita.

### Anni '90 - Ammissione nel Crimine e le operazioni Galassia ed Eclissi
Con l'omicidio di Francesco Canale negli anni '90, il Capo-Crimine di Cirò viene ammesso nelle riunioni del Crimine di Polsi.

### Anni 2000 - L'arsenale di armi
- Il 9 ottobre 2009 a Crotone, vicino al torrente Lipuda, viene scoperto un arsenale d'armi della locale, e precisamente dei Farao-Marincola[10].

### Oggi - Le operazioni Quarto Passo, Dust, Bellerofonte e Stige
- Il 10 dicembre 2014, durante l'operazione Quarto passo dei carabinieri del ROS di Reggio Calabria, vengono arrestate a Perugia, ed in particolare nella frazione di Ponte San Giovanni, 61 persone presunte affiliate al Locale di Cirò accusate di associazione di tipo mafioso, estorsione, usura, danneggiamento, bancarotta fraudolenta, truffa, trasferimento fraudolento di valori, traffico di stupefacenti e sfruttamento della prostituzione. Per questi ultimi due tenevano contatti con la criminalità albanese. Sono stati inoltre sequestrati beni del valore di 30 milioni di euro[11][12][13].

## 'ndrine
- Farao
- Marincola